# Nisída Tríkkeri
Nisída Tríkkeri är en ö i Grekland.   Den ligger i prefekturen Nomós Attikís och regionen Attika, i den sydöstra delen av landet, 90 km söder om huvudstaden Aten. Arean är 1,1 kvadratkilometer.
Terrängen på Nisída Tríkkeri är lite kuperad. Den sträcker sig 1,9 kilometer i nord-sydlig riktning, och 1,3 kilometer i öst-västlig riktning.